# Zelčín
Zelčín je malá vesnice, část obce Hořín v okrese Mělník. Nachází se asi 2,5 km na jihozápad od Hořína. Vesnice leží na levém břehu Vltavy. Je zde evidováno 12 adres. Trvale zde žije 14 obyvatel.
Zelčín je také název katastrálního území o rozloze 2,19 km2.
Ve vesnici se nachází zoopark. O sobotách i nedělích zoopark pořádá kulturní akce.[zdroj?]

## Historie
První písemná zmínka o Zelčíně pochází z roku 1245.

### Územněsprávní začlenění
Dějiny územněsprávního začleňování zahrnují období od roku 1850 do současnosti. V chronologickém přehledu je uvedena územně administrativní příslušnost obce v roce, kdy ke změně došlo:
- 1850 země česká, kraj Praha, politický i soudní okres Mělník, obec Vrbno u Mělníka[5]
- 1855 země česká, kraj Praha, soudní okres Mělník, obec Vrbno u Mělníka[5]
- 1868 země česká, kraj Praha, politický i soudní okres Mělník, obec Vrbno u Mělníka[5]
- 1939 země česká, Oberlandrat Mělník, politický i soudní okres Mělník, obec Vrbno u Mělníka[6]
- 1942 země česká, Oberlandrat Praha, politický i soudní okres Mělník, obec Vrbno u Mělníka[7]
- 1945 země česká, správní i soudní okres Mělník, obec Vrbno u Mělníka[8]
- 1949 Pražský kraj, okres Mělník, obec Vrbno u Mělníka[9]
- 1960 Středočeský kraj, okres Mělník, obec Hořín[10]